# Oxyfidonia
Oxyfidonia is een geslacht van vlinders van de familie spanners (Geometridae), uit de onderfamilie Ennominae.

## Soorten
- O. dargei Herbulot, 1967
- O. despecta (Warren, 1905)
- O. fulvida Warren, 1905
- O. insolita (Warren, 1905)
- O. latizona Herbulot, 1993
- O. modesta Herbulot, 1992
- O. monoderctes Prout, 1915
- O. pallidisecta Prout, 1915
- O. umbrina Herbulot, 1985